# Nerw sromowy

Nerw sromowy, przebieg i gałęzie

Nerw sromowy (łac. nervus pudendus) – w anatomii człowieka nerw będący gałęzią długą splotu krzyżowego. Zawiera włókna czuciowe, ruchowe, współczulne i przywspółczulne, pochodzące z gałęzi brzusznych nerwów rdzeniowych S2, S3, S4 oraz jądra pośrednio-przyśrodkowego.

## Przebieg
Wychodzi z miednicy przez dolną część otworu kulszowego większego, następnie owija się wokół kolca kulszowego i z powrotem wraca do miednicy przechodząc przez otwór kulszowy mniejszy. Dostaje się do dołu kulszowo-odbytniczego i biegnie tutaj po jego bocznej ścianie, przyśrodkowo do guza kulszowego. Wchodzi do kanału sromowego, utworzonego przez rozdwojenie powięzi zasłonowej, w tylnej części tego kanału dzieli się na gałązki końcowe czyli nerwy kroczowe i nerw grzbietowy prącia/łechtaczki. 

## Zakres unerwienia
- skóra krocza i narządów płciowych zewnętrznych z wyjątkiem wzgórka łonowego i przedniej części moszny/warg sromowych
- mięsień dźwigacz odbytu
- mięsień guziczny
- mięsień zwieracz zewnętrzny odbytu
- mięsień opuszkowo-gąbczasty
- mięsień kulszowo-jamisty
- mięsień poprzeczny powierzchowny krocza
- mięsień poprzeczny głęboki krocza
- mięsień zwieracz cewki moczowej
- włókna układu autonomicznego biegnące z tym nerwem unerwiają trzewia i naczynia miednicy

## Porażenie
Uszkodzenie tego nerwu powoduje nietrzymanie kału i moczu oraz uszkodzenie czynności płciowych.